# Wayward
Wayward är en amerikansk-brittisk-kanadensisk thriller- och dramaserie som har en planerad premiär på Netflix den 25 september 2025. Serien som består av åtta avsnitt är skapad av Mae Martin.

## Handling
Serien handlar om en småstadspolis som misstänker att en skola för problematiska tonåringar och dess karismatiske grundare inte är vad de utger sig för att vara.

## Rollista (i urval)
- Mae Martin - Alex Dempsey
- Toni Collette - Evelyn Wade
- Sarah Gadon - Laura Redman
- Sydney Topliffe - Abbie
- Alyvia Alyn Lind - Leile
- Brandon Jay McLaren - Dwyane Andrews
- Tattiawna Jones - Rabbit
- Isolde Ardies - Stacey
- Joshua Close - Duck
- Patrick J. Adams - Wyatt Turner
- Patrick Gallagher - Chief Bartell
- Gage Munroe - Riley
- Byron Mann - Brian